# Melithaea nuttingi
Melithaea nuttingi is een zachte koraalsoort uit de familie Melithaeidae. De koraalsoort komt uit het geslacht Melithaea. Melithaea nuttingi werd in 1937 voor het eerst wetenschappelijk beschreven door Hickson. 